# Tunel Ezechiasza

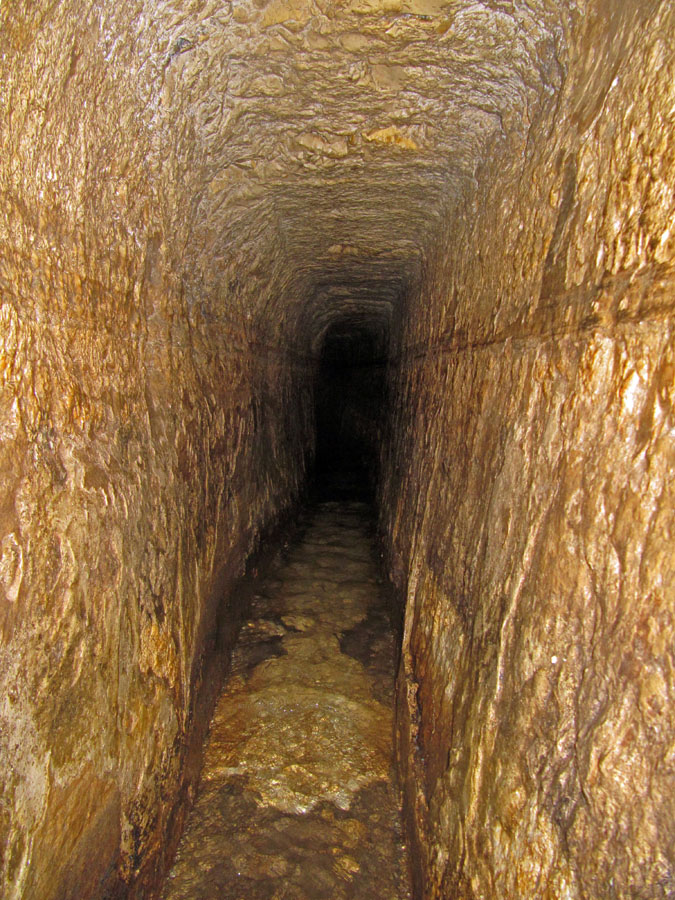
Tunel Ezechiasza

Tunel Ezechiasza (Nikbat Chizkijahu hebr.: נִקְבַּת חִזְקִיָּהוּ) znany jako nowszy tunel Siloe (Nikbat ha-Sziloach, hebr.: נִקְבַּת הַשִּׁלֹחַ) – element starożytnego systemu kanalizacji wodociągowej, wykutego w skale wzgórza Ofel w Jerozolimie. Ma 533 m długości.
Według Biblii król Ezechiasz przygotował Jerozolimę na zbliżające się oblężenie przez Asyryjczyków, „blokując źródło wód górnego Gichon i prowadząc je prosto na zachód do Miasta Dawida” (2 Krn 32,30). Odwracając bieg wody ze źródła Gichon, planował odciąć siły wroga pod dowództwem Sennacheryba od dostępu do wody.

## Starożytny system wodociągowy wzgórza Ofel
Tunel Ezechiasza jest elementem starożytnego systemu kanalizacji wodociągowej, wykutego w skale wzgórza Ofel.
Jedynym źródłem starożytnej Jerozolimy było źródło wypływające w grocie u stóp wzgórza Ofel. Jego istnienie było jednym z powodów, dla których na wzgórzu osiedliło się plemię Jebusytów. Źródło to jest utożsamiane z biblijnym źródłem Gichon, wzmiankowanym w 1 Księdze Królewskiej (1 Krl 1,33–39), przy którym później Salomon, syn i następca króla Dawida, miał zostać namaszczony na króla.
W okresie panowania Salomona wybudowany został tunel wydrążony wzdłuż podstawy wzgórza, którym płynęła woda ze źródła do wielkiej sadzawki zwanej Birket el-Hamra. W bocznej ścianie tego kanału wykute były otwory, które pozwalały na odprowadzenie nadmiaru wody na tereny położone w Dolinie Cedronu i zlokalizowane tam wówczas ogrody królewskie.
Ezechiasz, panujący nad Królestwem Judy w latach 727–698 p.n.e., obawiając się, że woda spływająca w dół Doliny Cedronu może stanowić istotne zaopatrzenie dla nadciągających wojsk asyryjskiego króla Sennacheryba, wydał polecenie, by zaślepić wszystkie trasy wody ze źródła – w tym tunel Salomona. Źródła wody zostały ukryte. Biblijne teksty opisują, że Ezechiasz „zbudował sadzawkę i wodociąg i sprowadził wodę do miasta” (2 Krl 20,20) oraz „zamknął wyjście wód z górnego Gichonu i poprowadził je prosto na dół ku zachodowi do Miasta Dawidowego” (2 Krn 32,30).

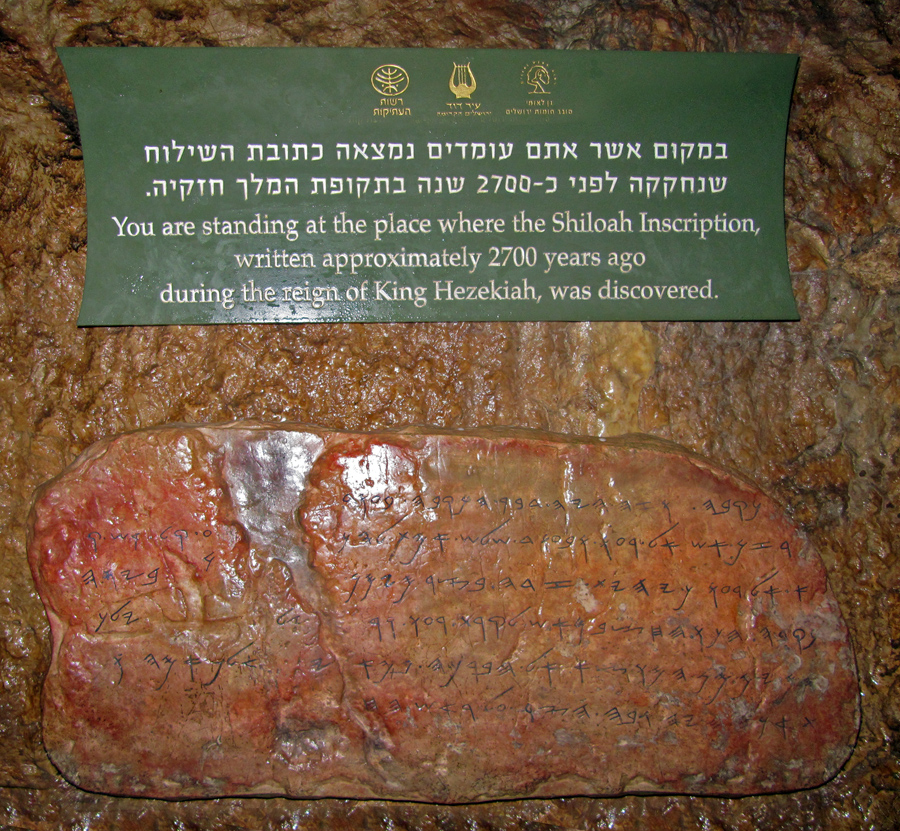
Replika „inskrypcji Siloe” umieszczona w tunelu

## Inskrypcja Siloe
Tunel został ponownie odkryty w 1837. Latem 1880 wychowanek Konrada Schicka, mieszkającego w Jerozolimie niemieckiego architekta i misjonarza odkrył, w miejscu zlokalizowanym 6 m od południowego końca tunelu (czyli od strony sadzawki Siloe), napis wykuty w skale. Prawdopodobie inskrypcja została wykonana przez budowniczego. Odkrywca wykonał kopię tekstu inskrypcji, jednak kopia okazała się mało dokładna, co uniemożliwiało odczytanie inskrypcji. W następnym roku kopię, oraz gipsowy odcisk, wykonał brytyjski historyk i profesor asyrologii Archibald Sayce. Odcisk okazał się bardzo pomocny, bowiem około 10 lat później fragment skały z inskrypcją został wykuty przez jednego z mieszkańców Jerozolimy, który usiłował sprzedać zrabowany artefakt. Po jego odzyskaniu uszkodzona tablica trafiła do Muzeum Archeologicznego w Stambule, a zachowany gipsowy odcisk umożliwił odczytanie brakujących fragmentów.
Inskrypcja nie wymienia imienia Ezechiasza. Opisuje sam sposób i moment przebicia kanału, co nastąpiło poprzez połączenie dwóch tuneli drążonych równocześnie z przeciwnych stron. Użyte w inskrypcji sformułowania i słownictwo wskazują, że została zamówiona przez samych budowniczych.

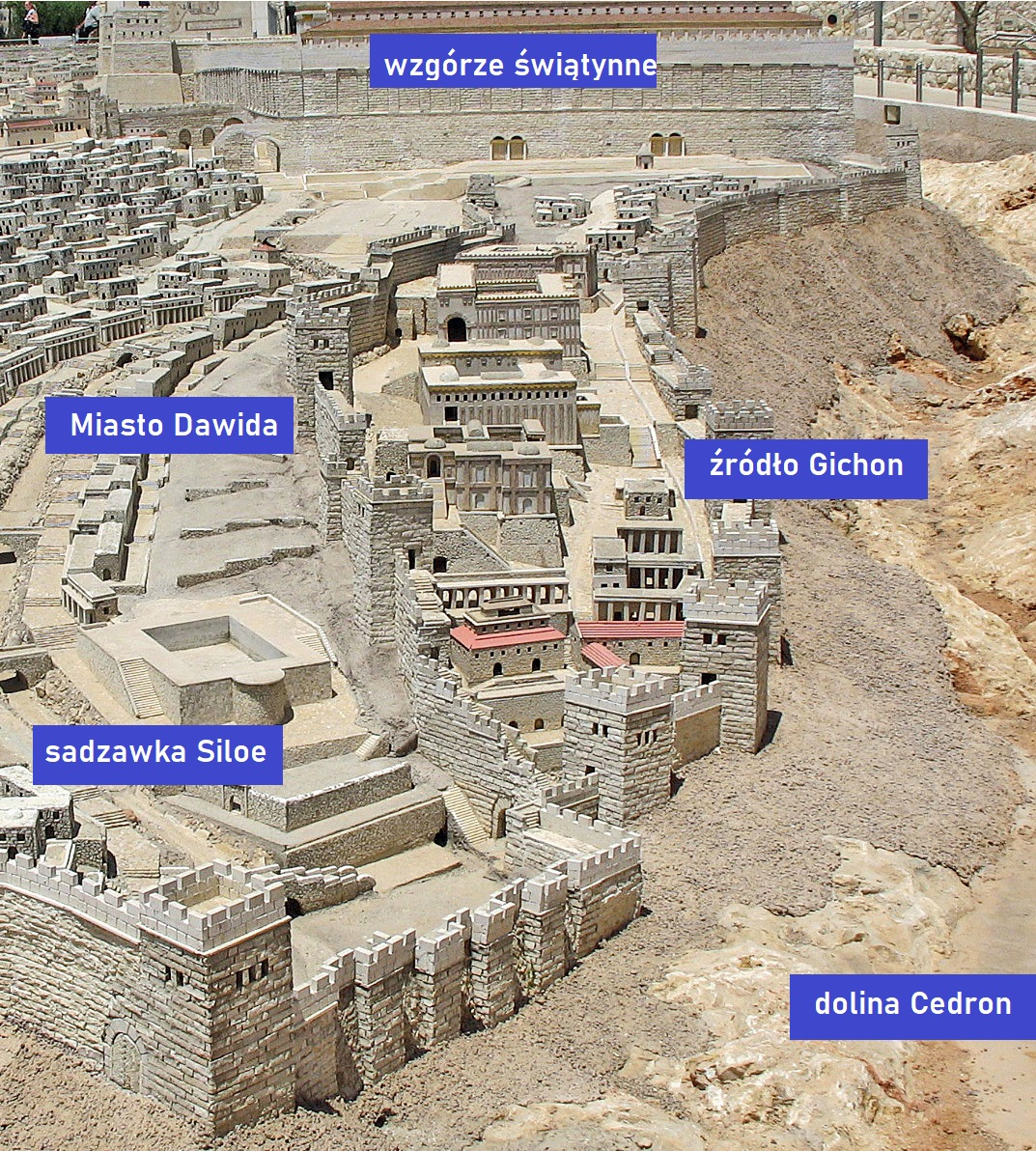
Miasto Dawida, sadzawka Siloe i źródło Gichon na makiecie Jerozolimy (Muzeum Izraela, Jerozolima)

## Datowanie
Najczęściej przyjmowane datowanie tunelu na okres Ezechiasza opiera się na tekście biblijnym, który zawiera opis budowy tunelu, oraz na datowaniu radiowęglowym materii organicznej zawartej w oryginalnym tynkowaniu.
Mimo istnienia biblijnych narracji wskazujących na czas i przyczyny budowy tunelu, to argumenty natury historiograficznej i archeologicznej podają je w wątpliwość. Jednym z nich jest spostrzeżenie, że rzeczony tunel nie mógł być wybudowany jako element obrony przez rozpoczętą asyryjską inwazją, bowiem sama budowa mogła wymagać około 4 lat pracy. Tunel mógł być wybudowany na początku VII w. p.n.e., w czasach panowania Manassesa, syna Ezechiasza. Powodem dla rozpoczęcia takiej inwestycji miałaby być chęć do zbudowania – na wzór władców asyryjskich – ogrodów królewskich, które potrzebowały zapewnienia dostępu wody. Przedsięwzięcie to miałoby być później przypisane Ezechiaszowi, który był przedstawiany jako władca idealny.
Inna hipoteza rozpoczęcia inwestycji na skutek możliwego zwiększonego zapotrzebowania miasta po masowym napływie uchodźców z Samarii uprawdopodabnia budowę tego tunelu przez Ezechiasza.
Datowanie budowy na czasy Ezechiasza podważali także Ronny Reich i Eli Shukron, autorzy publikacji z 2011, w której wskazywali na nowe odkrycia archeologiczne w Mieście Dawida w pobliżu źródła Gichon i na północnym krańcu tunelu, które sugerowały wcześniejsze pochodzenie – co najmniej z początku VIII wieku p.n.e.

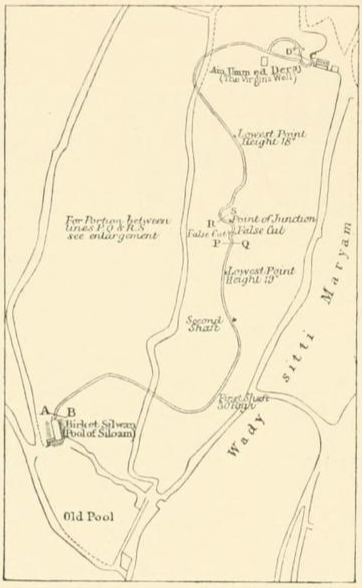
Szkic tunelu wykonany w 1884 r. przez Charlesa Warrena i Claudea Reigniera Condera, pokazujący tunel oraz sadzawkę Siloe i źródło Gichon (Najświętszej Marii Panny)

## Trasa tunelu
Tunel prowadzi od źródła Gichon do sadzawki Siloe. W linii prostej odległość od źródła do sadzawki ma 320 metrów, ale trasa kanału jest kręta, w konsekwencji czego tunel ma 533 metry długości. Przyczyny takiej trasy poprowadzenia tunelu nie są znane. Być może budowniczowie chcieli ominąć grobowce starożytnych królów Izraela. W dolnym biegu budowniczowie prawdopodobnie podążali za naturalnym pęknięciem w skale.
Tunel wykorzystuje niewielką, 32-centymetrową różnicę poziomów.

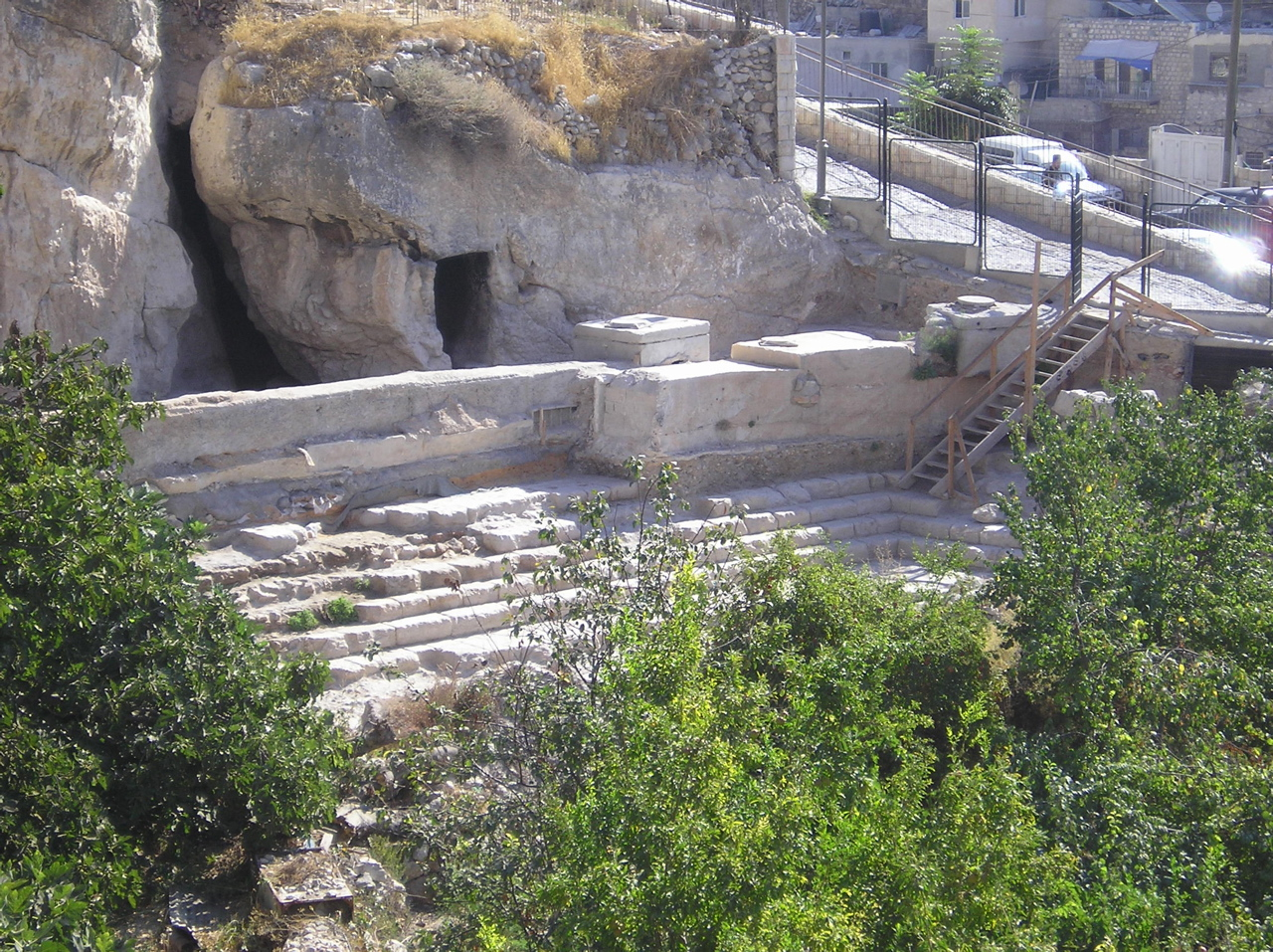
Sadzawka Siloe zasilana kanałem Ezechiasza
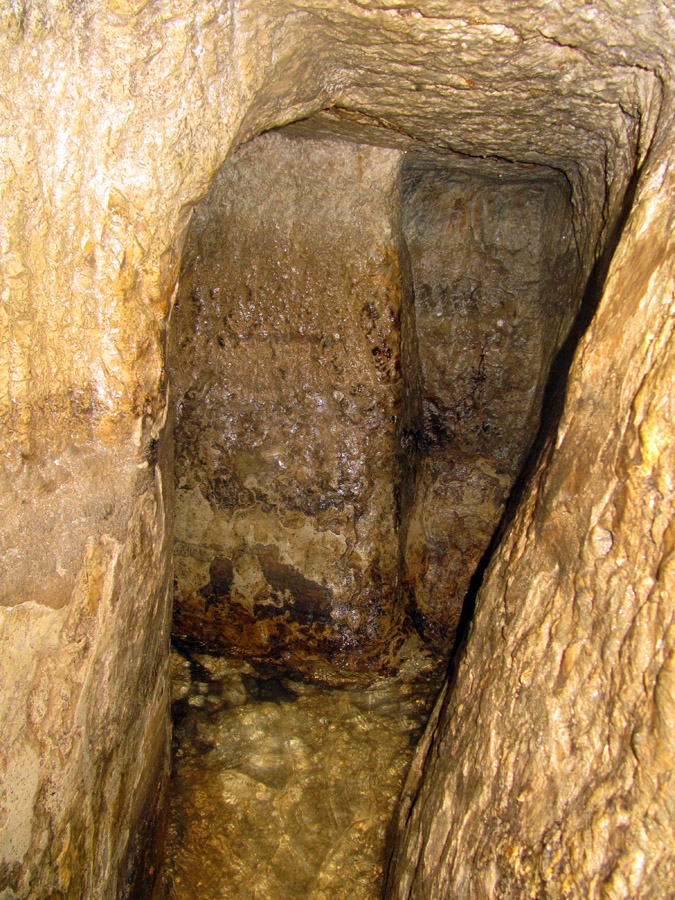
Wnętrze tunelu Ezechiasza
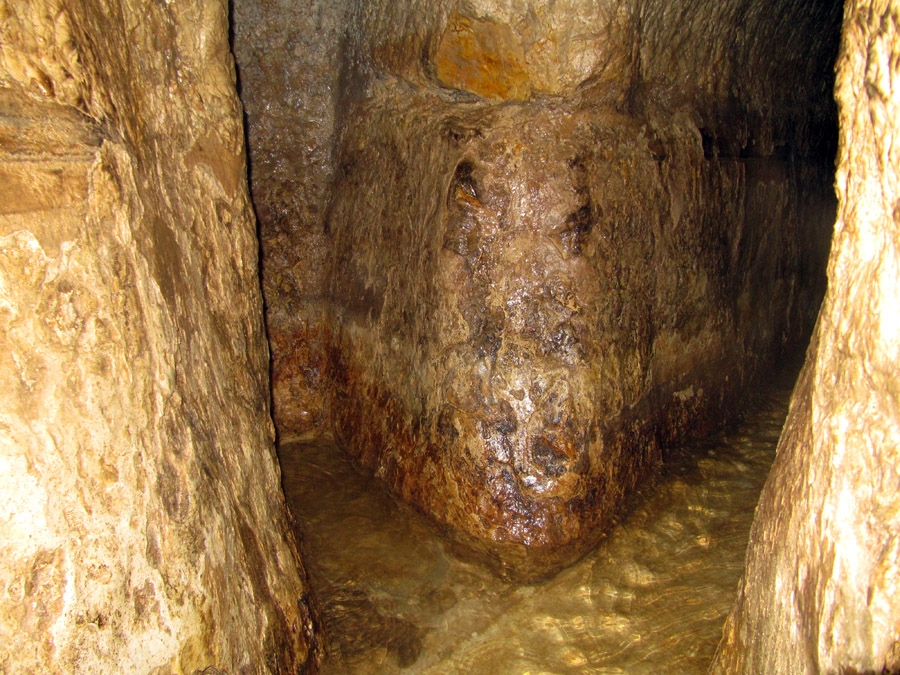
Wnętrze tunelu Ezechiasza
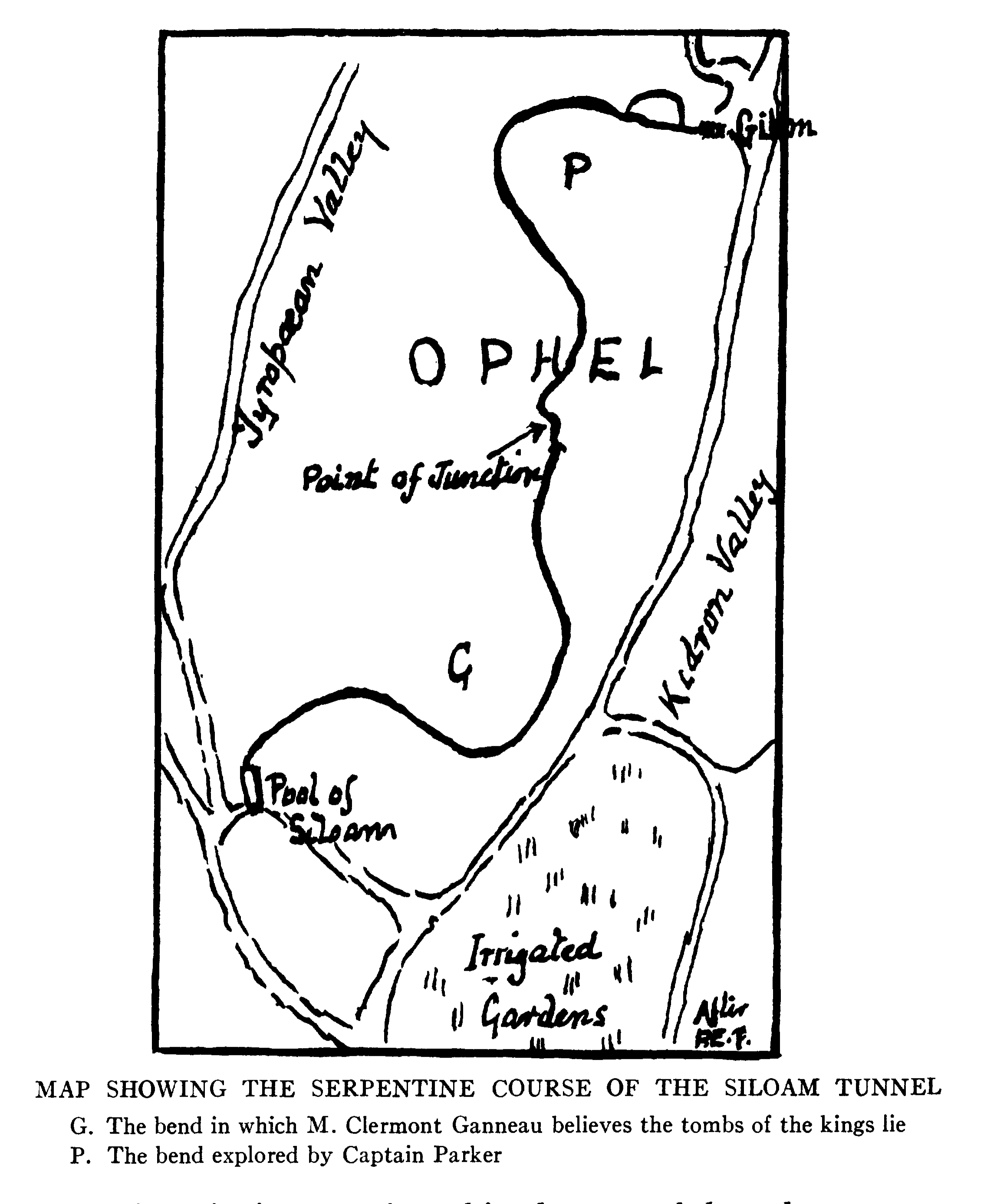
Mapa misji Parkera
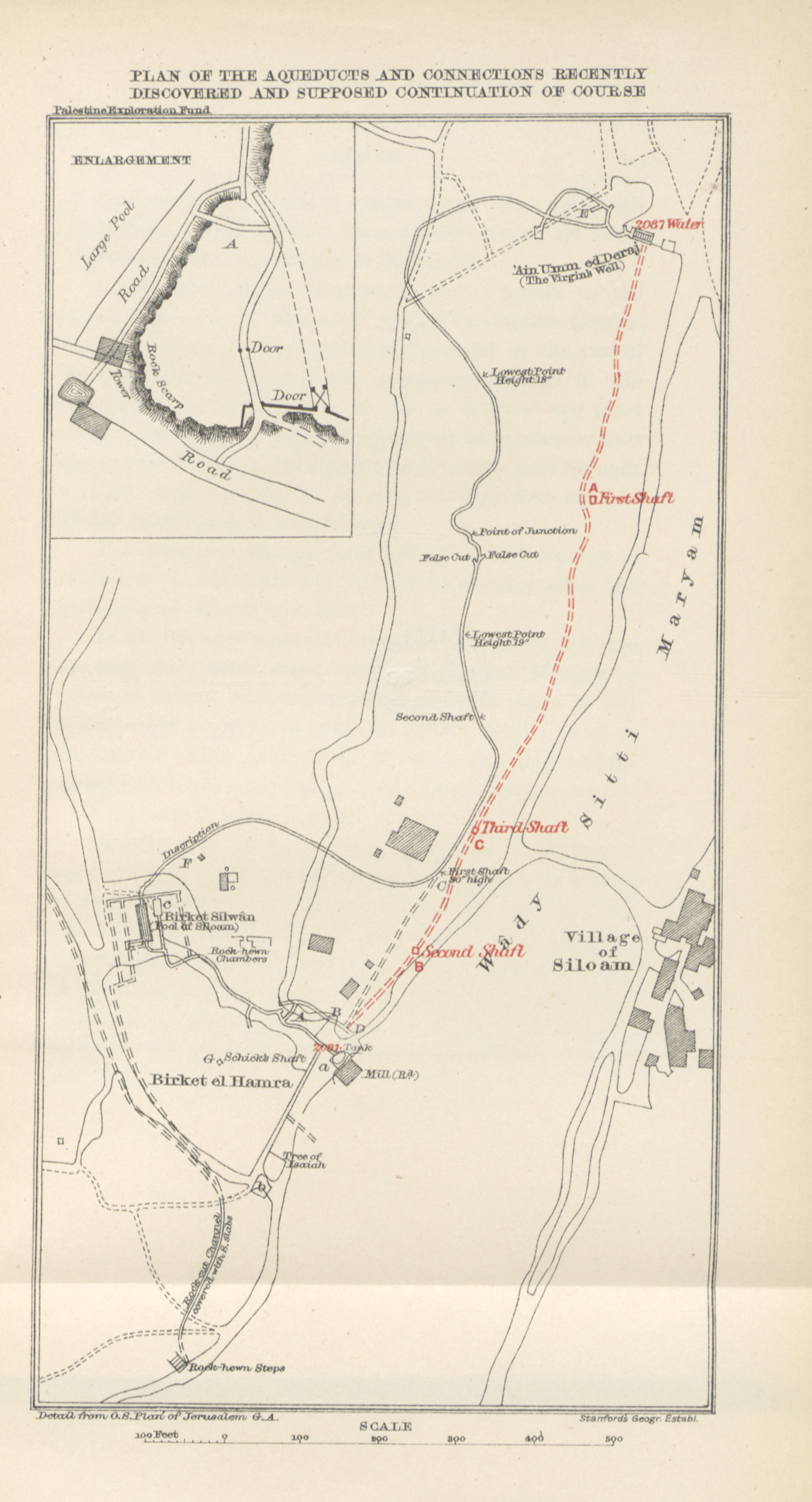
Mapa z zaznaczonym tunelem Ezechiasza
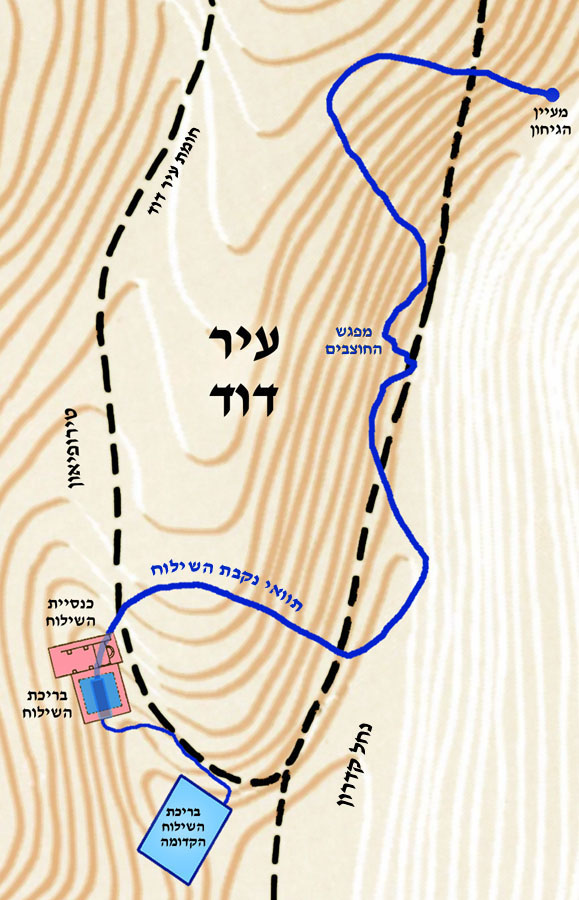
Umiejscowienie tunelu względem obiektów na powierzchni